# RV Ernest Holt
Le RV Ernest Holt (RV en anglais : Research Vessel) était un navire de recherche halieutique exploité par le ministère de l'Agriculture, de la Pêche et de l'Alimentation-Direction des pêches entre 1946 et 1971, désormais connu sous le nom de Centre des sciences de l'environnement, des pêches et de l'aquaculture (Royaume-Uni) (Cefas).

## Historique
En 1946, le navire a été conçu par Mr V. Gray de Cochrane & Sons (en) à Selby. Le RV Ernest Holt a été construit comme le chalutier commercial "St. Bartholomew" (plus tard Stella Arcturus)  qui s’était bien comporté par mauvais temps lors de son premier voyage commercial. 
Il fut lancé à Selby (Yorkshire) le 9 juin 1948 par Mme A.T.A. Dobson, épouse du secrétaire aux pêches de l'époque. Il porte le nom d'Ernest William Lyons Holt, naturaliste pionnier des enquêtes sur les pêches en mer du Nord, dont les travaux à Grimsby dans les années 1890 avaient jeté les bases de la science halieutique. 
Composé de 26 membres d'équipage, le personnel scientifique était composé de deux naturalistes et de deux techniciens, mais il a été jugé nécessaire de modifier le nombre de ces naturalistes et de un ou deux techniciens selon les missions.
Des essais ont eu lieu dans le Humber en décembre 1948 et le navire a quitté Grimsby pour son voyage inaugural le 4 janvier 1949.

## Service en tant que navire de recherche sur la pêche
Les journaux de bord des campagnes de pêche du RV Ernest Holt dans les années 1950 ont été entièrement numérisés par les scientifiques du Centre des sciences de l'environnement, des pêches et de l'aquaculture (Royaume-Uni), révélant comment la morue de la mer de Barents et de l’île aux Ours (Norvège) réagissait aux le 20e siècle . Les recherches à bord du RV Ernest Holt autour de l'île aux Ours dans l'Arctique ont établi un lien important entre les concentrations de morue exploitables et la température de l'eau. 
Au cours de ses dernières années, le navire de recherche a effectué l'un des tout premiers voyages exploratoires dans les eaux profondes du talus continental situé à l'ouest de la Grande-Bretagne. Le RV Ernest Holt travaillait depuis Grimsby, mais était géré par le laboratoire de la pêche de Lowestoft.
En 1971, il a été renommé "SWITHA" et est devenu un navire de la Scottish Fisheries Protection Agency (en). Le navire a fait naufrage le 31 janvier 1980 au large de l’île Inchkeith dans le Firth of Forth et a ensuite été dynamité en raison de son danger pour la navigation .

## Navires du Cefas
| - RV Huxley (1899-1902) - SY Hildegarde et SY Hiawatha (1912–1914) - SS Joseph & Sarah Miles (1920–1922) - RV George Bligh (1921–1939) - RV Onaway (1930–1960) - RV Platessa (1946–1967) - RV Sir Lancelot (1947–1960) | - RV Tellina (1960–1981) - RV Clione (1961–1988) - RV Corella (1967–1983) - RV Cirolana (1970–2003) - RV Corystes (1988–2003) - RV Cefas Endeavour (2003–present) |

### Note et référence
1. ↑  Historical Arctic Logbooks Provide Insights into Past Diets and Climatic Responses of Cod
2. ↑  [ Inchkeith Island Epave Switha]

- Beverton, R. J. H., and Holt, S. J. 1957. On the Dynamics of Exploited Fish Populations. Fishery Investigations Series II. Ministry of Agriculture, Fisheries and Food, London. 533 pp.

- (en) Cet article est partiellement ou en totalité issu de l’article de Wikipédia en anglais intitulé « RV Ernest Holt » (voir la liste des auteurs).